# Титанат лития
Титанат лития — неорганическое соединение,
соль лития и метатитановой кислоты с формулой Li2TiO3,
бесцветные кристаллы,
не растворяется в воде.

## Физические свойства
Титанат лития образует бесцветные кристаллы нескольких модификаций:
- кубическая сингония, параметры ячейки a = 0,41439 нм, Z = 1,333.
- моноклинная сингония, пространственная группа C 2/c, параметры ячейки a = 0,50623 нм, b = 0,87876 нм, c = 0,97533 нм, β = 100,212°, Z = 8.

Не растворяется в воде.